# Blanca (Colorado)
Blanca es un pueblo ubicado en el condado de Costilla en el estado estadounidense de Colorado. En el año 2010 tenía una población de 385 habitantes y una densidad poblacional de 83,7 personas por km².

## Geografía
Blanca se encuentra ubicada en las coordenadas 37°26′26″N 105°30′36″O / 37.44056, -105.51000.

## Demografía
Según la Oficina del Censo en 2000 los ingresos medios por hogar en la localidad eran de $22,875, y los ingresos medios por familia eran $22,411. Los hombres tenían unos ingresos medios de $20,125 frente a los $15,833 para las mujeres. La renta per cápita para la localidad era de $10,200. Alrededor del 21,6% de la población estaba por debajo del umbral de pobreza.